# 言论统废合
言论统废合（：／）指的是1980年5月大韩民国国军保安司令全斗焕（后成为韩国总统）发布全国扩大戒严令后，为控制言论而对韩国媒体采取的一系列措施，包括停刊、合并、强行国有化、解雇异议媒体人等。直到1988年卢泰愚上台，才废除这一政策。

## 内容
1980年5月17日，受到以全斗焕为首的大韩民国国军将领影响，韩国政府宣布全国扩大戒严，之后又强行解雇了700余名记者，并关闭了一些批评政府的刊物。全斗煥上任總統後，军政府于当年12月1日颁布了《言論基本法》，对韩国媒体进行强行撤并。据统计，军政府将28家报社、29家广播电视台、7家通讯社通过停刊、合并、强行国有化等整合为14家报社、3家广播电视台、1家通讯社，并废止172种定期刊物、解雇一千多名媒体人。

### 报纸
报纸方面，韩国全国性报纸《新亚日报》停刊，并入《京乡新闻》。韩国原有的四家经济类报纸中，只有《每日经济新闻》和《韩国经济新闻》继续出刊。各道（韩国一级行政区划）只保留一种报纸，这导致了不少地方报纸被强行合并，如釜山的《釜山日报》和《国际新闻》被强行合并为《釜山每日新闻》，韩国其他地区的情况也基本相同。

### 广播电视
东洋放送、东亚放送、全日放送、西海放送及韩国FM廣播全部并入韩国放送公社（KBS）。KBS还持有文化放送（MBC）70%股份，MBC事实上成为国营媒体。诸如基督教放送之类的宗教电台完全非商业化，且被嚴禁制作宗教以外的节目，这意味着这些宗教电台不能播出新闻节目。而東亞廣播公司（即後來的Channel A）等數家廣播電視公司則被強行停播。

### 通讯社
原先韩国的两大通讯社（聯合通信社以及東洋通信社）以及其他小通讯社進行合并，成为现今的韩国联合通讯社。